# Giyan (distrikt)
Giyan är ett distrikt i Afghanistan. Det ligger i provinsen Paktika, i den östra delen av landet, 170 kilometer söder om huvudstaden Kabul.
Distriktet beräknades år 2022 ha cirka 49 000 invånare.